# Christine Dranzoa
Christine Dranzoa (1 tháng 1 năm 1967 - 28 tháng 6 năm 2022) là giáo sư đại học, quản trị viên học thuật, nhà sinh vật học, nhà sinh thái học trên cạn và lãnh đạo cộng đồng người Uganda. Bà là Phó Hiệu trưởng hiện tại của Đại học Muni, một trong sáu trường đại học công lập ở Uganda.

## Bối cảnh và giáo dục
Bà sinh ngày 1 tháng 1 năm 1967, tại địa điểm lúc đó được gọi là huyện Moyo. Ngày nay, khu nhà của bà được gọi là Quận Adjumani. Christine Dranzoa có bằng Cử nhân Khoa học (BSc) về Động vật học, được lấy vào năm 1987, từ Đại học Makerere, trường đại học lâu đời nhất ở Đông Phi. Bà cũng có bằng Thạc sĩ Khoa học (MSc), trong Động vật học, thu được vào năm 1991, cũng từ Đại học Makerere. Bằng Tiến sĩ về Sinh học học được lấy từ cùng một trường đại học vào năm 1997. Bà cũng nắm giữ khoảng nửa tá chứng chỉ về quản lý, bảo tồn và lập kế hoạch dự án từ các tổ chức Uganda và quốc tế

## Kinh nghiệm làm việc
Năm 1992, Christine Dranzoa gia nhập Đại học Makerere với tư cách là Giảng viên trong Khoa Thú y. Bà là người đứng đầu Bộ phận Động vật hoang dã thuộc Khoa Giải phẫu thú y từ năm 1992 đến năm 1996. Từ năm 1997 đến năm 2005, bà giữ chức vụ Cục trưởng Cục Thú y và Động vật, tại Khoa Thú y, một bộ phận bà đã đồng sáng lập với các đồng nghiệp của mình.
Năm 2005, bà tham gia quản lý đại học Makerere, khi bà được bổ nhiệm làm Phó Giám đốc của Trường Nghiên cứu sau đại học tại trường đại học, phục vụ trong cương vị này từ năm 2005 đến năm 2010. Trong năm 2010, Tiến sĩ Dranzoa được chỉ định dẫn đầu ba người lực lượng đặc nhiệm để chuẩn bị cho việc thành lập Đại học Muni, trường đại học công lập thứ sáu ở Uganda. Vào tháng 1 năm 2012, khi trường đại học này bắt đầu hoạt động, Giáo sư Dranzoa trở thành Phó Hiệu trưởng sáng lập của đại học này.
Vào ngày 28 tháng 6 năm 2022, Bà qua đời lúc 3h30 sáng, tại Bệnh viện Giới thiệu Quốc gia Mulago, ở Kampala. hưởng dương 55 tuổi.